# Dioscoride (nome)
Dioscoride  è un nome proprio di persona italiano maschile.

## Varianti
- Maschili: Dioscuride[3]

### Varianti in altre lingue
- Catalano: Dióscorides[5], Dióscorid[5]
- Greco antico: Διοσκουρίδης (Dioskourides)[1], Διοσκορίδης (Dioskorides)[1][5]
- Latino: Dioscorides[1][5]
- Spagnolo: Dióscorides[5], Dióscorido[5]

## Origine e diffusione
Deriva dal greco Διοσκουρίδης (Dioskourides), un patronimico derivato dal nome Dioscoro formato tramite l'aggiunta del comune suffisso -ίδης; il suo significato può essere interpretato come "relativo a Dioscoro", "figlio di Dioscoro.
Il nome era abbastanza frequente tra i greci, anche per via del culto dei Dioscuri, molto venerati in Laconia e Messenia. In Italia, il nome è noto principalmente grazie a Dioscoride Pedanio, celebre medico greco del I secolo: godeva di moderata diffusione fino alla metà del XIX secolo, ma era già diventato estremamente raro un centinaio d'anni dopo; negli anni Settanta, si contavano del nome solo una cinquantina di occorrenze, due terzi delle quali in Emilia-Romagna.

## Onomastico
L'onomastico si può festeggiare il 10 maggio (o l'11) in memoria di san Dioscoride, martire a Smirne, oppure il 28 maggio in onore di un altro santo omonimo, martire a Roma

## Persone

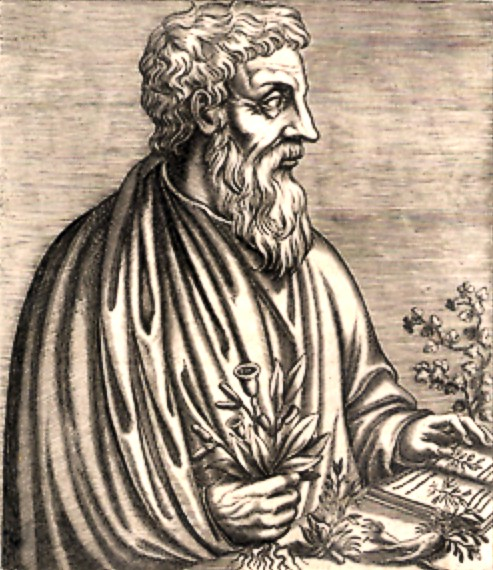
Dioscoride Pedanio

- Dioscoride, funzionario e militare egizio
- Dioscoride, poeta greco antico
- Dioscoride, scultore e intagliatore di gemme cilicio
- Dioscoride di Samo, artista greco antico
- Dioscoride Pedanio, medico, botanico e farmacista greco antico